# 再帰動詞
再帰動詞（さいきどうし、 reflexive verb）とは、動詞の表す行為が、その行為を起こす行為者から出発して、その行為者に戻ってくる場合の動詞のことをいう。また、意味上の動作主と被動者（形式的には主語および目的語として現れることが多い）が同じであるような動詞をいう。再帰とは、中動態のことを指す。
ギリシア語では活用形として示すが、フランス語、ドイツ語、ロシア語では再帰代名詞を付けて表す。フランス語文法では代名動詞（だいめいどうし）と呼ぶ。
多くの言語では、他動詞の目的語を再帰代名詞（英語では oneself 、 myself 、 themselves など -self の形をしている）に変えることで再帰動詞が作られる。再帰動詞としてしか用いない"本質的再帰動詞"もあり、英語では perjure oneself（偽証する）などごくわずかしかないが、ロマンス語やドイツ語などではよく使われる。また対応する他動詞と再帰動詞で意味が若干異なることもある。
意味的には、自分自身を対象として行う行為（再帰的）のほか、言語にもよるが、複数の人または物が互いにしあう行為（相互的：英語ではeach otherなどを使う）、他の明示されない動作主や現象によって受ける行為（受動的：英語では能格動詞などを使う）などにも用いられる。本質的再帰動詞は、他の言語ならば自動詞を使うような場面（他の動作主があるとは普通考えられない）に用いられる。 
再帰動詞という文法現象が起きるのは、印欧語のような主語を表す言語においてであり、日本語のような主語を必ずしも表わさない言語には生じない。ただし、主語を必須としないトルコ語には、再帰動詞語幹をつくる接辞がある。

## 印欧語族
印欧語族の再帰動詞が取りうる形態は、語派により多種多様である。

### ロマンス語
ロマンス語では本来の代名詞のほかに接辞的な代名詞があり、これが再帰代名詞として使われて再帰動詞を構成する。再帰代名詞としては動詞の種類により、直接目的語（対格）のほか、間接目的語（与格）も使われる。 
たとえば「自分の体を洗う」（＝入浴する）という再帰動詞をみると、 
- スペイン語では不定形 lavarse のように、代名詞 se が接尾辞化されているが、活用する場合は前に出て接頭辞化される。

- ルーマニア語では不定形 a se spăla のように、 se は接頭辞化されている。

- フランス語では不定形 se laver のように、 se は独立で、助動詞が介入すると離れる。

強調する場合、またあいまいさを回避するために強勢形の代名詞を追加して用いる場合もある。スペイン語の例： Yo me cuido a mí mismo.（私は自分のことを自分でする＝他人の世話にはならない）ここで mí[一人称]、 sí[三人称]は強勢形の代名詞、mismo は「同じ」「それ自身」つまり英語の self に当たる。 
フランス語では再帰動詞の過去・完了を表す助動詞 être （be動詞にあたる）を使うと、目的語としての種類（直接・間接）による違いが顕著に現れる。直接目的語だと、"je me suis vu(e)." （私は自分を見た）というふうに、主語すなわち直接目的語の性に応じて過去分詞の語尾が変わる。間接目的語だと、"Je me suis parlé."（私は自分に言った＝自問自答した）と、過去分詞は変わらない。 
また se laver は se を直接目的語とした場合には「入浴する」という意味になるが、 se を間接目的語としてその他の直接目的語をとれば「自分の…を洗う」（Je me suis lavé les mains.「私は手を洗った」）という意味になる。 
スペイン語ではそれぞれ "Yo me vi" 、 "Yo me hablé" というふうに動詞と直接結びつく。「思い出す」などの基本的な動作に関しても "Me recuerdo"（私は思い出す）などと盛んに用いられる。
ラテン語には、受動態と同じ形で能動的意味を表す形式受動態動詞（異態動詞、変位動詞、[英]deponent verb）というものが多くあり、ロマンス語の代名動詞は（形態的には異なるが）機能的にはこれに由来するといわれる。

### ゲルマン語
ゲルマン語でも英語と同様に再帰動詞を使うが、英語のように -self をつけることはなく、代名詞（対格または与格）がそのまま使われる。
ドイツ語の例： Ich wasche mich. （私は入浴する）。 

### スラヴ語
スラヴ語、たとえばロシア語では多くの他動詞を接尾辞 -ся （再帰代名詞 себя に由来する；活用により形は少し変わるが常に接尾辞として働く）をつけることで自動詞（ся 動詞）に変換することができる。
たとえば動詞 одеть （着せる）を одеться （着る）に変えることができる。 ся 動詞は動詞の種類にもよるが受動態の代わりにも用いられる。また、-ся は себя の対格に由来しているため、ся 動詞の目的語は決して対格を支配しない。
ся 動詞にも本質的再帰動詞がある。たとえば смеяться （笑う）に対しては смеять という動詞はない。
なお、ロマンス語やゲルマン語の様に目的語に主語の人称が反映される事は無い。
- Он занимается спортом.（彼はスポーツをしている。）ーー目的語は造格。
- Анна познакомилась с Михаилом вчера.（アンナは昨日ミハイルに会った。）ーー目的語は造格で、前置詞が必要。

### バルト語
バルト語のうちリトアニア語の再帰動詞の場合は語末に-s(i)という接尾辞がつけられ、活用が行われる（例: daryti 〈する〉 → darytis 〈自分にする〉）。こうした要素はスラヴ語の事例に近いものである。しかし、動詞が接頭辞つきのものである場合、再帰性を表す要素は常に接頭辞と動詞本体の間に挿入される接中辞として現れる（例: uždaryti 〈閉める〉 → užsidaryti 〈閉まる〉）。

## マヤ語族
マヤ語にも再帰動詞にあたるものが存在する。たとえばツォツィル語ではスペイン語の様に動詞本体と目的語が人称や数に応じて変化する（例: k'atajes ba 〈変身する〉 → sk'atajes sba 〈彼/彼女/それは変身する〉, sk'atajes sbaik 〈彼ら/彼女ら/それらは変身する〉）。
またツォツィル語と区分が異なるユカテコ語にも詳細は異なるがスペイン語を髣髴とさせる再帰動詞の体系が存在する。

## その他
再帰動詞を用いる文は、文の主語と目的語の関係が能動態・受動態などと異なることから、再帰態（Reflexive voice）という文法的態に分類されることもある。 
日本語には以上のような再帰動詞はないが、再帰代名詞に当たる「自分」「自ら」などがあり、また相互的動作を現す補助動詞的成分「あう」（「投げあう」「罵りあう」など）がある。また形式的には特殊な点はないが、「着る」「脱ぐ」のように自分のことについてのみ用いる他動詞を再帰動詞と呼ぶこともある。「顔を洗う」なども用法的にはこれに含まれる。